# Євсеєвська
Євсе́євська (рос. Евсеевская) — присілок у складі Тарногського району Вологодської області, Росія. Входить до складу Тарногського сільського поселення.

## Населення
Населення — 27 осіб (2010; 50 у 2002).
Національний склад (станом на 2002 рік):
- росіяни — 98 %